# Magnant (videojuego)
Magnant es un videojuego para PC que trata sobre una colonia de hormigas que debe destruir a las colonias vecinas; para esto, el jugador dispone de diversas hormigas militares o soldados que debe comandar para la defensa de la colonia y el ataque a otras colonias. 
Este juego entra en la categoría de estrategia en tiempo real y simulación de hormigas, aunque el juego no tiende tanto a simular los roles de las hormigas y tiende más a simular una guerra ficticia entre hormigas con tecnología avanzada (ya que los soldados del juego portan armas modernas, utilizan maquinaria de asedio como la balística y la catapulta que eran comunes en la Edad Media y en la Edad Antigua, etc.)
Es un Mod del videojuego Warcraft 2.